# 反應進度
反應進度是用於量化反映化學反應進行程度的化學量，在運算中通常以希臘字母ξ（Xi）代表。一般反應進度的單位為摩爾。一個進行中或已完成的化學反應，無論計算哪一個反應物或生成物的反應程度，都會得到相同的結果，因為反應進度代表整個反應的進度，而不是單一物質的反應進度。

## 基本定義
考慮一化學反應計量式：
A ⇌ B
這個化學反應計量式表示化學物質A在特定條件下等量地與化學物質B相互轉換。假設有無限少量的A物質透過此反應生成B物質，則 A 物質數量的變化量為 dnA=-dξ ，而 B 物質數量的變化量為 dnB=dξ ，則反應程度 ξ 將定義為：
更一般地，若化學反應計量式中，第i個化學物質（反應物或生成物）的化學計量係數是{\displaystyle \nu _{i}}，其物質的量為{\displaystyle n_{i}}，則
{\displaystyle d\xi ={\frac {dn_{i}}{\nu _{i}}}}
其中，需要特別注意的是 {\displaystyle \nu _{i}} 值的正負號。選定了反應的正方向後，當選取的物質為反應物時， {\displaystyle \nu _{i}} 為負值；若為生成物，則為正值。唯有如此規範，才能使反應程度 ξ 之值恆正。
若非無限少量的反應，而是有限變化量的反應，則可將上式通過對時間積分而改寫為：
{\displaystyle \Delta \xi ={\frac {\Delta n_{i}}{\nu _{i}}}}
若假設 t=0 時，反應進度 ξ=0，則反應進度ξ可表示為：
{\displaystyle \xi ={\frac {\Delta n_{i}}{\nu _{i}}}={\frac {n_{equilibrium}-n_{initial}}{\nu _{i}}}}